# Баянул (национален парк)
Национален парк „Баянул“ е национален парк, разположен в северозападната част на Павлодарска област, Казахстан.
Паркът е създаден през 1985 и е с площ от над 68 000 хектара. „Баянул“ е популярно място за отдих сред жителите на Павлодар и Екибастуз.